# Chestnut: Hero of Central Park
Chestnut: Hero of Central Park (br: Chestnut - O Herói do Central Park) é um filme estadunidense de 2004, do gênero drama, dirigido por Robert Vince.

## Sinopse
Sal e Ray, duas irmãs que vivem num orfanato, são adotadas por um casal novaiorquino. Sem que seus novos pais saibam, elas levam para casa um filhote de dogue alemão chamado Chestnut que encontram na estrada. Elas não sabem que será impossível esconder por muito tempo um cão que não pára de crescer, especialmente num prédio onde animais não são permitidos.

## Elenco
- Makenzie Vega como Sal
- Abigail Breslin como Ray
- Barry Bostwick como Thomas Trundle
- Christine Tucci como Laura Tomley
- Irene Olga López como Rosa Maria
- Justin Louis como Matt Tomley
- Ethan Phillips como Marty
- Maurice Godin como Wesley